# 青森市立奥内小学校
青森市立奥内小学校（あおもりしりつ おくないしょうがっこう）は、青森県青森市大字清水にあった公立小学校。2019年（令和元年）5月1日（閉校年度）の児童数は57名で、2年生と3年生が複式学級となっていた。

## 沿革
- 1878年（明治11年）6月10日 - 奥内村に奥内小学として創立。
- 1880年（明治13年） - 奥内字宮田2番地に校舎移転。
- 1886年（明治19年）11月 - 奥内簡易小学校に改称。
- 1892年（明治25年）
  - 3月26日 - 小橋簡易小学校学区の内、清水・内真部両学区を編入。同時に、奥内尋常小学校と改称。
  - 6月 - 奥内字平塚7番地に校舎移転。
- 1898年（明治31年）11月27日 - 新校舎落成。
- 1901年（明治34年）4月15日 - 高等小学校（高等科）を併置し、奥内尋常高等小学校と改称。
- 1904年（明治37年）4月 - 農業補習学校併設。
- 1905年（明治38年）4月 - 高等科を廃止し、奥内尋常小学校と改称。
- 1912年（明治45年）4月 - 奥内尋常高等小学校と再改称。
- 1917年（大正6年）10月 - 清水字浜元181番地（現在地）に校舎新築し、移転。
- 1931年（昭和6年）10月 - 校舎改築。
- 1934年（昭和9年）12月 - 体操場増築。
- 1941年（昭和16年）4月1日 - 国民学校令により、奥内国民学校と改称。
- 1947年（昭和22年）4月1日 - 学校教育法施行により、奥内村立奥内小学校と改称。同日、奥内中学校を併置し、高等科生を移籍。
- 1955年（昭和30年）3月1日 - 奥内村が青森市に合併された事により、青森市立奥内小学校と改称。
- 1958年（昭和33年）9月13日 - 創立80周年記念式典挙行。校旗樹立。校章・校歌制定。
- 1961年（昭和36年）7月 - 校舎改築。
- 1966年（昭和41年）3月20日 - 南側校舎・教室改築。理科室・理科準備室設置。
- 1967年（昭和42年）12月18日 - 校舎改築竣工（校長室・保健室・教室2・宿直室など）。
- 1968年（昭和43年）
  - 11月21日 - 体育館竣工。
  - 11月23日 - 創立90周年記念式典挙行。
- 1970年（昭和45年）
  - 5月1日 - 北側校舎改築竣工。これをもって、校舎改築5か年計画が完了した。
  - 12月4日 - 全校舎落成記念式典挙行。
- 1978年（昭和53年）
  - 6月10日 - 創立100周年記念碑建立修祓式挙行。
  - 7月22日 - 水泳プール竣工。
- 1985年（昭和60年）4月1日 - 特殊学級（知的障害）開設。
- 1988年（昭和63年）9月17日 - 創立110周年記念式典挙行。
- 1992年（平成4年）4月21日 - 奥内海の水族館開設。
- 1996年（平成8年）9月20日 - 少年赤十字入団。
- 2000年（平成12年） - 新校舎完成。
- 2019年（令和元年）11月9日 - 本校体育館で閉校記念式典挙行[1][2]。
- 2020年（令和2年）
  - 3月19日 - 最後の卒業式挙行。最後の卒業生は11名。この11名を含め、141年間で6085名の卒業生を送り出した[3]。
  - 3月31日 - この日をもって、閉校。なお、本校児童は、本校と後潟小学校・西田沢小学校を統合し、新たに開校する北小学校へ移籍。その北小学校は、本校校舎を継続使用。

## 学区
奥内、前田、清水、内真部

## 参考資料
- 『新青森市史 別編教育（別巻） 年表・学校沿革』（青森市・2000年3月発行）「学校沿革 （一）小学校」198頁～199頁「奥内小学校 変遷」
- 『青森県教育史 別巻』（青森県教育委員会・1973年12月20日発行）「学校沿革 小学校」704頁「 奥内小学校」

## 進学先
- 青森市立奥内中学校 - 1947年度から1984年度まで。
- 青森市立北中学校 - 1985年度から2019年度まで。